# Лазаревка (Донецкая область)
Лазаревка (укр. Лазарівка) — село на Украине, находится в Волновахском районе  Донецкой области.
Код КОАТУУ — 1421585603. Население по переписи 2001 года составляет 65 человек. Почтовый индекс — 85780. Телефонный код — 6244.

## Адрес местного совета
85780, Донецкая область, Волновахский р-н, с. Октябрььское, ул.Ленина, 32